# محمد خير فاطمة
محمد خير فاطمة، مربي ومؤلف وعالم دين سوري، من مواليد دمشق 1945.
وكيل كلية أصول الدين بجامعة أم درمان الإسلامية – فرع دمشق.
نال الثانوية العامة من معهد الأنصار.

## مؤلفاته
- الآداب الإسلامية للناشئة 1-3
- الأخلاق الإسلامية للناشئة 1-3
- الزواج المبارك
- الجواهر الإيمانية
- الوصايا القيمة لكل فتاة مؤمنة من مربية إلى ابنتها
- مدخل إلى علم التصوف
- منهج الإسلام في تربية عقيدة الناشئ
- المولد النبوي الشريف اتباع لا ابتداع
- وسائل الإدمان المعاصرة - فوائدها ومضارها وطريقة تعامل المسلم معها
- سلسلة الأخلاق الإسلامية للناشئة
- وقفات إيمانية في البلايا والمصائب والفتن الامتحانية
- رسالة العشر الأخير من رمضان للمتقربين إلى الله
- منهج الإسلام في تزكية النفس
- اتباع لا ابتداع
- أولادي قرة عيني
- التصوف - طرق التزكية والإحسان[2]